# 金軟雀鯛
金軟雀鯛，為輻鰭魚綱鱸形目鱸亞目擬雀鯛科的其中一種，分布於西印度洋紅海海域，深度2－30公尺，體長可達3.9公分，為熱帶海水魚，棲息在珊瑚礁區，生活習性不明。

## 擴展閱讀
維基物種上的相關：金軟雀鯛